# Filatelia della repubblica d'Ucraina (1990-1999)
Emissioni postali ordinarie dell'Ucraina nel decennio 1990-1999.

## 1992
- Anniversari diversi (2 valori) (1-3)
- 150° nascita di Mykola V. Lysenko compositore e musicista (1 valore) (22-3)
- Francobolli dell'URSS soprastampati scudo con tridente (Tipo I: 8 valori) (23-4/4-4)
- Francobolli dell'URSS soprastampati scudo con tridente in negativo su campo colorato (Tipo II: 12 valori) (23-4/4-4)
- 175° nascita di M. I. Kostomarov storico e scrittore (1 valore) (16-5)
- Definitiva (Volto di donna di profilo a sinistra con serto di fiori) (8 valori)
- Giochi della XXV Olimpiade - Barcellona Spagna (3 valori) (25-7)
- Bandiera ed stemma naz. (1 valore) (19-8)
- Esposizione Kiev '92 (1 valore) (19-8)
- Settimana della corrispondenza (1 valore) (4-10)
- Cong. mond. dei giuristi ucraini (1 valore) (18-10)
- Artigianato: ricamo (1 valore) (16-11)
- Minoranza ucraina in Austria (1 valore) (27-11)
- 360° dell'Accademia Mogila - Kiev (1 valore) (27-11)

## 1993
- Stemmi (2 valori) (29-1)
- 100° nascita di Josyp Slipyj cardinale e patriarca della chiesa ucraina

(1 valore) (17-2)
- 75° del primo volo postale Vienna-Cracovia-Leopoli-Kiev: aerei (2 valori) (31-3)
- Pasqua (1 valore) (8-4)
- 45° della Dichiarazione Universale dei Diritti Umani: quadro di Ferdinand Georg Waldmüller (1 valore) (11-6)
- Anno dei senza-tetto e dei bisognosi - 60º anniversario dell'Holodomor (1 valore) (12-9)
- 75° del francobollo naz. (1 valore) (9-10)
- 50° della liberazione di Kiev dal fascismo (1 valore) (6-11)
- Definitiva: agricoltura (6 valori) (18-12)

## 1994
- A profitto del Fondo di Beneficenza e Salute naz.(1 valore) (15-1)
- Sant'Agapito medico (1 valore) (15-1)
- Protezione della natura: fiori (2 valori) (19-2)
- Definitiva: lavori agricoli (2 valori) (28-5)
- Definitiva: lavori agricoli (2 valori) (2-7)
- Giornata dell'indipendenza (1 valore) (3-9) (In foglietto)
- 160° dell'Università di Kiev (1 valore) (24-9)
- 160° dell'Università di Kiev (1 valore) (24-9) (In foglietto)
- 50° della liberazione di Bielorussia, Russia e Ucraina (Mappe con movimenti delle truppe) (3 valori) (8-10) (In blocco insieme a vignetta senza valore)
- Definitiva: lavori agricoli (2 valori) (15-10)
- Definitiva: lavori agricoli (2 valori) (12-11)
- 100° dell'inizio degli scavi di Trypillia (1 valore) (17-12)
- 500° della stampa del primo libro in ucraino (1 valore) (17-12)
- 150° nascita di I. J. Repin pittore (1 valore) (17-12)
- 200° del Parco naturale Sofiïvka (1 valore) (17-12)

## 1995
- 1100° della città di Užhorod (1 valore) (28-1)
- Illustri: ritratti (3 valori) (2-2)
- Uccelli (Millesimo 1994) (2 valori) (15-4)
- 100° nascita di Maksym Tadejovyč Ryl'skyj scrittore (1 valore) (15-4)
- 50° della fine della Seconda guerra mondiale e della vittoria (1 valore) (9-5)
- Campi internazionali di vacanze per giovani Artek (1 valore) (16-6)
- Scrittori: ritratto e altro soggetto (2 valori) (8-7)
- In ricordo di Petro Konaševič-Sahajdačnyj ammiraglio (1 valore) (22-7)
- Stemma della città di Černihiv (1 valore) (15-9)
- Esposizione filatelica nazionale - Leopoli (1 valore) (23-9)
- In ricordo di Bohdan Zinovij Chmel'nyc'kyj (1 valore) (23-9)
- In ricordo di Ivan Mazepa (1 valore) (14-10)
- Anno europeo della protezione della natura (1 valore) (14-10)
- Giornata internazionale dell'infanzia (1 valore) (22-10)
- Stemma della città di Luhans'k (1 valore) (22-10)
- 50° dell'ONU (1 valore) (24-10)
- In ricordo di Mychajlo Serhijovyč Hruševs'kyj presidente naz. (1 valore) (9-12)
- 150° nascita di Ivan Karpovyč Karpenko-Karyj (1 valore) (9-12)
- 200° nascita di Pavel Jozef Šafárik poeta e storico (1 valore) (27-12)
- Definitiva: mezzi di trasporto (3 valori) (27-12)

## 1996
- Vincitori naz. alle Olimpiadi invernali di Lillehammer (2 valori) (13-1) (In foglietto)
- 150° dell'Osservatorio astronomico dell'Università nazionale Taras Ševčenko di Kiev (3 valori) (13-1): emessi in striscia orizzontale
- 125° nascita di Ahatanhel Juchymovyč Krym'skyj scrittore (1 valore) (15-1)
- 100° del cinema - 100° nascita di A. P. Davšenko regista cinematografico (1 valore) (23-3)
- Illustri (1 valore) (23-3)
- 100° dello zoo di Charkiv (1 valore) (23-3)
- 10° della sciagura di Černobyl' (1 valore) (26-4)
- Illustri: fratelli Smyrenko (1 valore) (30-5)
- 125° nascita di Vasyl' Stefanik scrittore (1 valore) (19-6)
- 150° nascita di Mykola M. Mičloho-Maklaj esploratore (1 valore) (17-7)
- 100° delle Olimpiadi moderne (1 valore) (19-7)
- Giochi della XXVI Olimpiade - Atlanta USA (2 valori) (19-7)
- Olimpiadi - Atlanta USA (1 valore) (19-7) (In foglietto)
- 5° dell'Indipendenza (1 valore) (24-8)
- Satellite artificiale Sich-1 (1 valore) (31-8)
- Storia delle ferrovie (2 valori) (31-8) (In coppia)
- Storia dell'industria aeronautica (4 valori) (14-9): in blocco
- In ricordo di Ivan Maksymovyč Piddubnyj campione di lotta (1 valore) (16-11)
- Prima spedizione naz. in Antartide (1 valore) (23-11)
- Fiori (2 valori) (23-11): in striscia orizzontale con vignetta
- 50° dell'UNESCO (1 valore) (7-12)
- 100° nascita di V. S. Kosenko compositore (1 valore) (21-12)
- Chiese (4 valori) (25-12): emessi in blocco
- 400° nascita di Pietro Moghila metropolita di Kiev (1 valore) (31-12)
- 50° dell'UNICEF (1 valore) (31-12)

## 1997
- Animali selvatici (2 valori) (22-3) in striscia orizzontale con vignetta
- Chiese e cattedrali (3 valori) (19-4)
- Europa: storia e leggende (2 valori) (6-5) in foglietto
- 4ª Esposizione filatelica nazionale - Čerkasy (1 valore) (17-5)
- 100° nascita di Jurij Kondratjuk pioniere della ricerca spaziale (1 valore) (21-6)
- 1° della Costituzione (1 valore) (28-6)
- Festa d'estate: in onore di Ivan Kalas (1 valore) (5-7)
- Europa: donne illustri (2 valori) (12-7)
- 100° dell'emigrazione naz. in Argentina (1 valore) (16-8)
- Medaglie (5 valori) (20-8) in striscia orizzontale
- Medaglie (2 valori) (20-8) in foglietto
- Illustri (2 valori) (13-9)
- 125° nascita di Solomija Krušel'nyc'ka attrice (1 valore) (23-9)
- Aerei (2 valori) (30-10)
- Navi naz. (2 valori) (6-12)
- Collaborazione spaziale tra Ucraina e USA (1 valore) (6-12) in coppia con vignetta
- Natale (1 valore) (20-12)
- Artigianato locale (4 valori) (20-12)
- 125° nascita di Vasyl' Kričevs'kyj pittore e architetto (1 valore) (20-12)
- 275° nascita di Hryhorij Savyč Skovoroda filosofo (1 valore) (27-12)
- Stemmi (1 valore) (30-12)
- Animali selvatici (6 valori) (30-12) in foglietto

## 1998
- 100° nascita di Volodymyr Sosjura scrittore (1 valore) (6-1)
- XVIII Giochi olimpici invernali - Nagano Giappone (Emblema Comitato Olimpico naz.) (2 valori) (14-2)
- 2500° della città di Bilhorod-Dnistrovs'kyj (1 valore) (18-4)
- Esposizione filatelica nazionale Ukrfilexp '98 - Sebastopoli (1 valore) (20-4) in coppia con vignetta
- Monetazione naz. (6 valori) (8-5) in minifoglio
- Europa: festival e feste naz. (1 valore) (16-5)
- 100° del Parco Nazionale di Askanija Nova (2 valori) (16-5) in foglietto
- Quadri (3 valori) (20-6): in striscia orizzontale
- Quadro "Madonna con Bambino e Santi" di scuola italiana del XVI secolo (1 valore) (20-6) in foglietto
- 100° del Politecnico di Kiev (1 valore) (27-6) (In foglietto)
- Askold e Dir cavalieri del IX secolo (1 valore) (4-7) in coppia con vignetta
- 350° dell'inizio della guerra di liberazione condotta dall'atamano Bohdan Chmel'nyc'kyj (6 valori) (25-7) in foglietto
- 1100° della città di Halyč (1 valore) (1-8)
- Omaggio a Anna Jaroslavna moglie di Enrico I di Francia (1 valore) (8-8)
- 225° nascita di Jurij Fëdorovič Lisjanskij ammiraglio (1 valore) (13-8)
- 100° nascita di Natalija Mychajlivna Užvij (1 valore) (8-9)
- 100° del Politecnico di Kiev: docenti e veduta (5 valori) (10-9) emessi in striscia orizzontale
- 1000° dei primi manoscritti ucraini (1 valore) (19-9)
- Giornata mondiale della posta (1 valore) (19-9)
- Cattedrali (2 valori) (21-9)
- Oca collorosso: Branta ruficollis (Emblema del WWF) (4 valori) (10-10) in blocco
- Aerei naz. (2 valori) (28-11)
- Illustri (1 valore) (28-11)
- 135° nascita di Borys Dmitrovyč Hrinčenko scrittore (1 valore) (4-12)
- Natale (1 valore) (11-12)
- 50° dell'emigrazione naz. in Australia (1 valore) (20-12)
- Meteorite "Ilineskij" (1 valore) (25-12)
- 50° della Dichiarazione universale dei diritti dell'uomo: quadri floreali di Kateryna Bilokur (2 valori) (25-12) in striscia orizzontale con vignetta

## 1999
- 75° nascita di Sergej Iosifovič Paradžanov scrittore e regista cinematografico (1 valore) (27-2) in coppia con vignetta
- 50° nascita di Volodymyr Ivasjuk compositore (1 valore) (-)
- Ornamenti sciti in oro (4 valori) (20-3) in blocco
- Tradizioni pasquali (1 valore) (7-4)
- Europa: parchi e riserve naz. - Parco nazionale di Synevyr (2 valori) (24-4) in coppia
- 150° nascita di Panas Myrnyj scrittore (1 valore) (13-5)
- 200° nascita di Honoré de Balzac scrittore (1 valore) (20-5)
- 50° del Consiglio d'Europa (1 valore) (29-3)
- 200° nascita di A. S. Puškin poeta (1 valore) (6-6) in coppia con vignetta
- Antiche imbarcazioni a vela (2 valori) (26-6) in coppia
- Jaroslav il Saggio (1 valore) (In foglietto)
- 800° dello stato ucraino (1 valore) (27-7)
- 100° del Museo Naz. (2 valori) (27-7) in striscia orizzontale con vignetta
- Ape su fiore (1 valore) (7-8)
- 125° dell'Unione Postale Universale UPU (1 valore) (14-8)
- 1100° della città di Poltava (1 valore) (14-8)
- Ordini e decorazioni naz. (1 valore) (17-8)
- Ordini e decorazioni naz. (2 valori) (17-8) in foglietto
- Anno internazionale degli anziani (1 valore) (4-9) in foglietto
- Fauna locale (2 valori) (22-9): in coppia
- Banca Nazionale dell'Ucraina (1 valore) (28-9)
- Banca Nazionale dell'Ucraina (1 valore) (28-9) in foglietto
- Illustri (1 valore) (20-11)
- Natale (2 valori) (26-11)
- Il futuro visto dai bambini: disegni di bambini (3 valori) (30-11) in foglietto
- Fauna locale (3 valori) (9-12): in striscia orizzontale
- Chiesa di Sant'Andrea Apostolo - Kiev (1 valore) (12-12)
- Funghi (5 valori) (15-12) in foglietto
- Industria automobilistica naz. (2 valori) (18-12): in coppia
- Anno 2000 (1 valore) (18-12)
- Pavlo Polubotok - Edificazione di San Pietroburgo (1 valore) (22-12)
- Quadri di Marija Prymačenko (2 valori) (22-12) in coppia con interspazio
- Quadro di Halška Hulevyčivna (1 valore) (25-12)
- Fondo zoogeografico naz. (6 valori) (28-12) in foglietto